# Bahnhof Wittgensdorf ob Bf
Der Bahnhof Wittgensdorf ob Bf ist ein Bahnhof an den Bahnstrecken Neukieritzsch–Chemnitz Hbf und Limbach (Sachs)–Wittgensdorf ob Bf in Wittgensdorf, einer Ortschaft der sächsischen Stadt Chemnitz.

## Lage
Der obere Bahnhof befindet sich im westlichen Teil der Ortschaft Wittgensdorf sowie am nordwestlichen Stadtrand von Chemnitz. Weitere Eisenbahn-Betriebsstellen in Wittgensdorf sind der benachbarte Haltepunkt Wittgensdorf Mitte (früher Mittelwittgensdorf, davor Bahrmühle) sowie der untere Bahnhof Wittgensdorf unt Bf (früher Unterwittgensdorf) an der Chemnitztalbahn, der 1998 gemeinsam mit der Strecke stillgelegt wurde und zuletzt nur noch als Haltepunkt fungierte.

## Geschichte

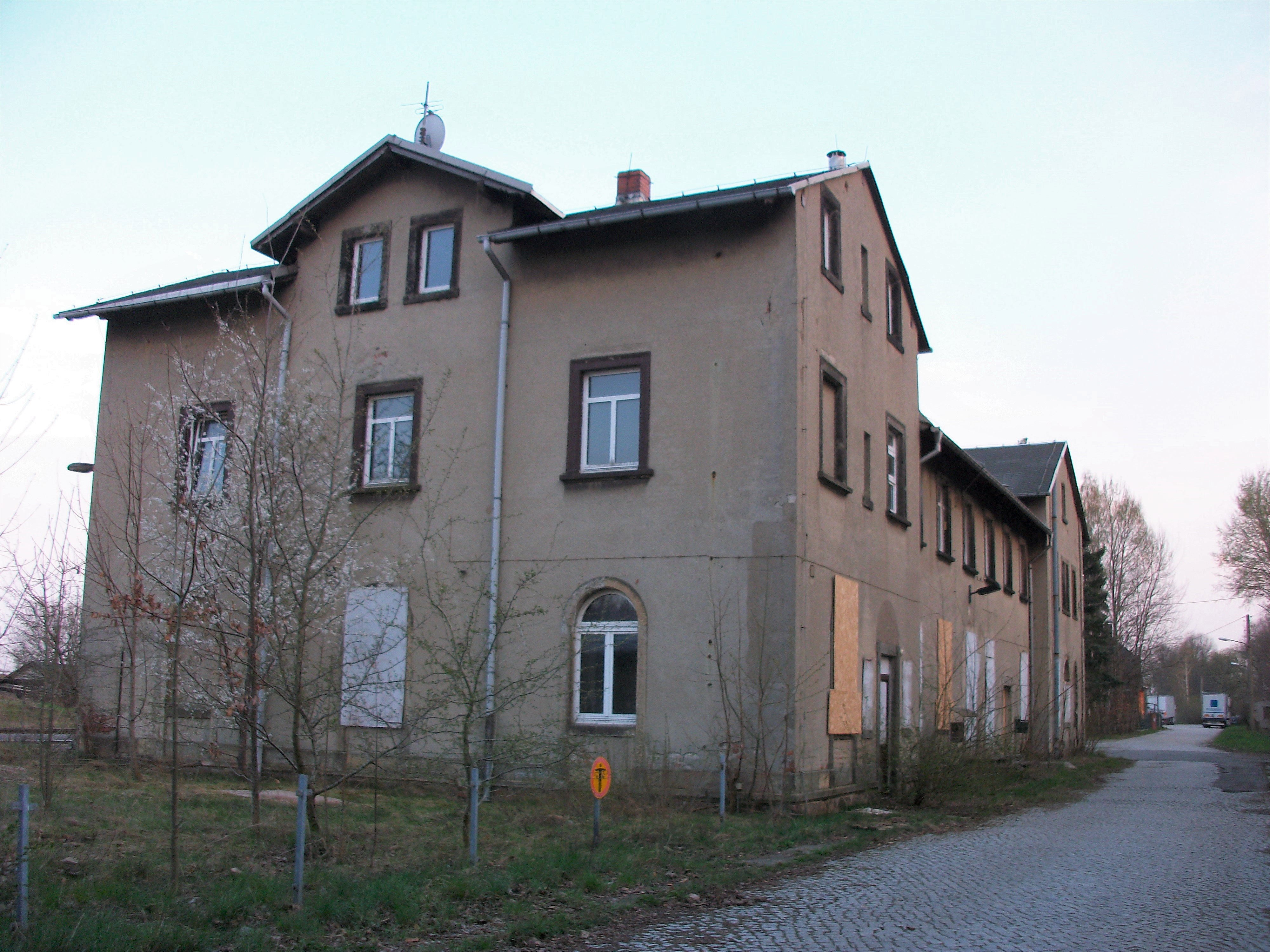
Empfangsgebäude von der Straßenseite (2019)

Der Bahnhof wurde am 8. April 1872 eröffnet. Bereits 1871 waren das Empfangsgebäude und der Güterschuppen errichtet worden, die in der Folgezeit nochmals erweitert wurden. Bis zum 1. Oktober 1927 lautete die Stationsbezeichnung lediglich Wittgensdorf.
Bis zur Inbetriebnahme des elektronischen Stellwerks am 2. Dezember 2005 sicherten zwei heute abgerissene mechanische Stellwerke den Zugbetrieb. 2012 erfolgte der Abriss des Güterschuppens. Der ursprünglich den Haus- mit dem Mittelbahnsteig verbindende Personentunnel war in den letzten Betriebsjahren der alten Verkehrsstation verfüllt und der Zugang über einen höhengleichen Überweg sichergestellt worden. Zur Überwachung des Überweges war ein Reisendensicherer eingesetzt, der einen Dienstraum in einem Container auf dem Bahnhofsvorplatz besaß.
Am 15. Dezember 2017 wurden etwa 350 m südlich des Empfangsgebäudes und der bisherigen Bahnsteiganlagen zwei neue Außenbahnsteige in Betrieb genommen. Die alten Bahnsteige, der Personentunnel und das hölzerne Bahnsteigdach wurden daraufhin zurückgebaut.

## Anlagen

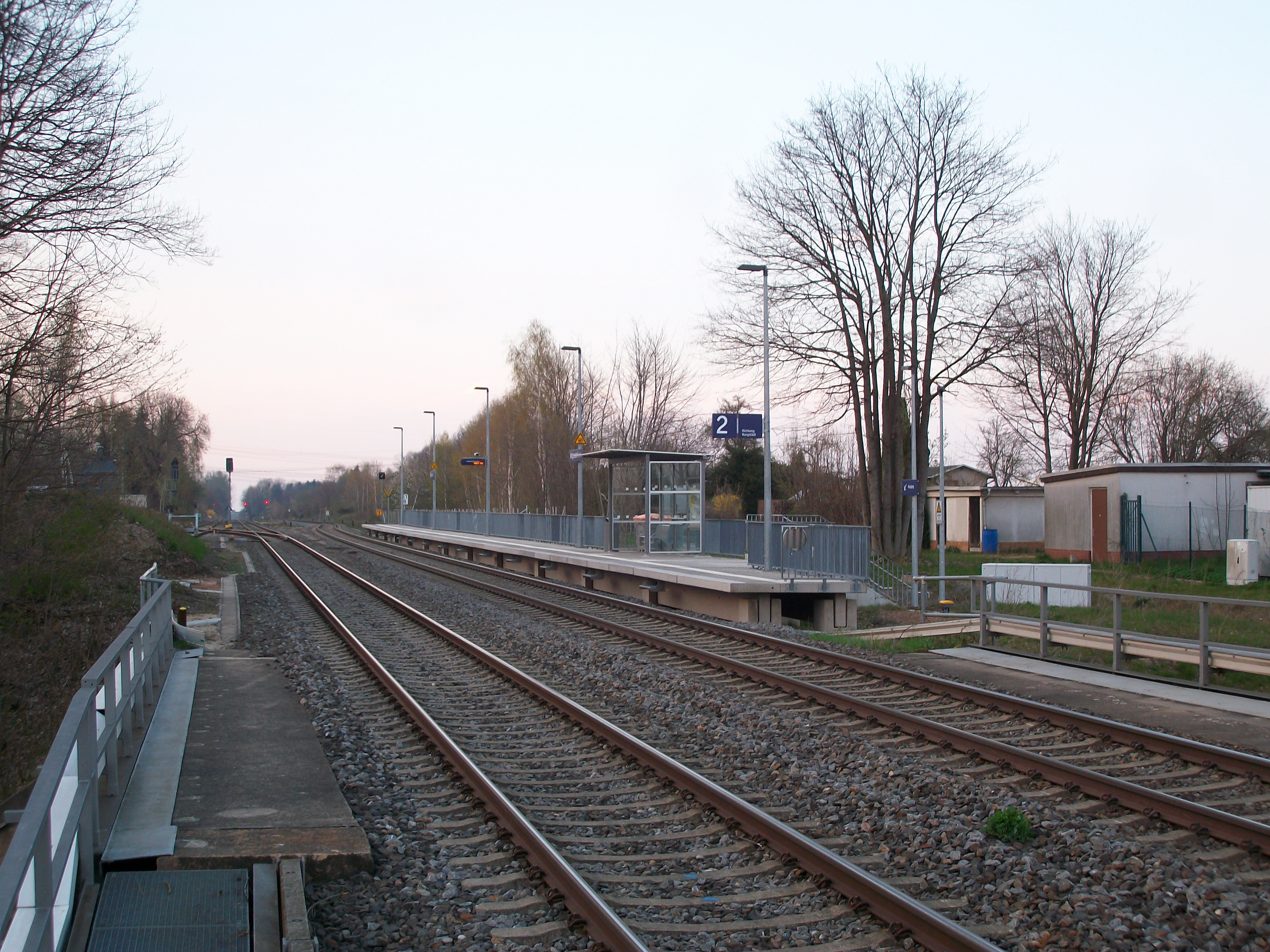
Einer der neuen Außenbahnsteige (2019)

Der Bahnhof verfügt über die beiden von Chemnitz kommenden durchgehenden Hauptgleise, die in Richtung Neukieritzsch zu einer eingleisigen Strecke zusammenlaufen. Am südlichen Ende des Bahnhofes zweigt das Streckengleis nach Limbach (Sachs) ab, welches nur noch als Bahnhofs-Nebengleis zum Großtanklager im Bahnhofsteil Hartmannsdorf (b Chemnitz) führt. Nördlich des Empfangsgebäudes befindet sich zudem ein Ladegleis, das zum Verladen von Transformatoren genutzt wird.
Die jeweils 90 m langen und 0,55 m hohen Bahnsteige sind nur über Treppen zu erreichen und somit trotz Neubau nicht barrierefrei zugänglich.

## Verkehrsanbindung
Der Haltepunkt wird stündlich durch die Linie C 13 bedient, die im Rahmen des Chemnitzer Modells von Burgstädt über Wittgensdorf ob Bf nach Chemnitz Hbf verkehrt, weiter als Straßenbahn durch die Chemnitzer Innenstadt fährt und schließlich auf die Bahnstrecke nach Aue (Sachs) übergeht. Am Bahnsteigzugang befindet sich die Bushaltestelle Wittgensdorf ob Bf des Stadtverkehrs.